# Calle de la Puerta de Santiago
La calle de la Puerta de Santiago es una vía pública de la ciudad española de Segovia.

## Descripción
La vía, que debe el título a una antigua puerta que daba acceso a la ciudad, conduce desde la calle del Doctor Velasco hasta la del Pozo de la Nieve.
Aparece descrita en Las calles de Segovia (1918) de Mariano Sáez y Romero con las siguientes palabras:

Puerta de Santiago.—Va desde la calle del Hospital hasta la puerta de Santiago en la muralla y de aquí su nombre. Se conservan en esta calle las ruinas de la primitiva iglesia románica de San Pedro de los Picos, de la que aún existe una portada; y la campana de esta iglesia era la que tocaba a rebato en las luchas y motines populares. Aún está en esta calle, pero en ruinas, lo que fué Hospital de Convalecientes y después albergue de niños expósitos, por lo que se conocía el edificio con el nombre de Inclusa Vieja, que instituyó el médico de Riaza D. Juan Núñez, y que por su muerte llevó a término su sobrina D.ª Beatriz Blanco, estando en la iglesia sepultados tío y sobrina. Tenía por objeto acoger a los enfermos débiles que salían del Hospital antiguo de la Misericordia hasta que encontrasen colocación o trabajo. El obispo D. Pedro Castro bendijo la iglesia de este Hospital en 1º de febrero de 1608. La Puerta de Santiago es una construcción de planta rectangular, con un arco en herradura y otro almohadillado, fuertes defensas para las guerras de otras épocas, y conserva restos de una pintura barroca representando al Apóstol. Estos arcos se cerraban de noche con fuertes planchas de hierro que subían por una escotadura, y por puertas gruesas de madera, y defendida por saeteras y matacanes. Hoy esta puerta está destinada a Refugio de pobres caminantes, con dos departamentos, uno en cada piso, para separación de hombres y mujeres y habitación de encargado. Es una admirable institución de caridad que presta a la Ciudad bienhechores servicios y merece ser conservada y aun engrandecida. Pasada la Puerta, en la cuesta para bajar al barrio de San Marcos, estaba la pequeña iglesia de Santiago, que desapareció hace mucho tiempo.
(Sáez y Romero, 1918, pp. 136-137)